# Championnats du monde de parkour
Les Championnats du monde de parkour sont initiés par la Fédération internationale de gymnastique à la suite de l'intégration de cette discipline en 2017 en reconnaissant comme programme le Speed-Run (Sprint) et le Freestyle.
Si Hiroshima a été désigné en 2019 pour accueillir les premiers championnats du monde organisés par la FIG en avril 2020,, cette première a été plusieurs fois repoussée en raison de la pandémie de Covid-19. Ils sont ensuite reprogrammés avoir lieu en mars 2022 avant d'être à nouveau repoussés .
| Année | Édition | Ville hôte | Pays  | Discipline | Champion            | Pays    | Championne       | Pays    |
| ----- | ------- | ---------- | ----- | ---------- | ------------------- | ------- | ---------------- | ------- |
| 2022  | I       | Tokyo      | Japon | Speed      | Bohdan Kolmakov     | Ukraine | Miranda Tibbling | Suède   |
| 2022  | I       | Tokyo      | Japon | Freestyle  | Dimitris Kyrsanidis | Grèce   | Ella Bucio       | Mexique |
| 2024  | II      | Kitakyushu | Japon | Speed      | Caryl Cordt-Moller  | Suisse  | Ella Bucio       | Mexique |
| 2024  | II      | Kitakyushu | Japon | Freestyle  | Elis Torhall        | Suède   | Shang Chunsong   | Chine   |